# Supercoppa polacca 2019 (pallavolo femminile)
La Supercoppa polacca 2019 si è svolta il 6 ottobre 2019: al torneo hanno partecipato due squadre di club polacche e la vittoria finale è andata per la terza volta al Chemik Police.

## Regolamento
Le squadre hanno disputato una gara unica.

## Squadre partecipanti
| Squadra       | Qualificazione                           |
| ------------- | ---------------------------------------- |
| Chemik Police | Vincitrice Coppa di Polonia 2018-19      |
| ŁKS           | Vincitrice Liga Siatkówki Kobiet 2018-19 |

## Torneo
| 6 ottobre 2019 Kalisz Arena, Kalisz Durata: 1h:19 - Spettatori: ? | Chemik Police | 3 - 0 | ŁKS | 25-21, 25-18, 25-19 |